# Andreas Hajek
Andreas Hajek (født 15. april 1968 i Weißenfels, Østtyskland) er en tysk tidligere roer og dobbelt olympisk guldvinder.
Hajeks første store resultat kom, da han i 1986 vandt VM i 1986 vandt bronze i dobbeltsculler for DDR. Han roede også både singlesculler og dobbeltfirer de følgende år og havnede lige uden for medaljerækken ved VM i flere tilfælde, først for DDR og fra 1991 for det forenede Tyskland.
Ved OL 1992 i Barcelona udgjorde han sammen med Michael Steinbach, Stephan Volkert og André Willms besætningen i den tyske dobbeltfirer. De vandt først deres indledende heat i ny olympisk rekordtid, hvorpå de også vandt deres semifinale. I finalen fortsatte tyskerne deres gode stime og forbedrede igen den olympiske rekord, så de vandt guldet sikkert foran Norge og Italien.
Det blev indledningen på hans storhedstid, hvor han de følgende tre år vandt henholdsvis guld, bronze og sølv ved VM i dobbeltfireren. Tyskerne var derfor blandt favoritterne ved OL 1996 i Atlanta, hvor de stillede op med tre af guldvinderne fra forrige OL (Steinbach var i mellemtiden stoppet og erstattet af André Steiner). Deres største konkurrenter mentes at være Italien, der havde vundet VM de to foregående år, og begge nationer vandt da også deres indledende heats og semifinaler. I finalen vandt tyskerne sikkert, mens italienerne gik helt ned og havnede uden for medaljerne på en fjerdeplads. I stedet var det USA, der kom ind på andenpladsen, mens Australien blev nummer tre.
De følgende par sæsoner vendte Hajek sammen med Stephan Volkert tilbage til dobbeltsculleren, og de blev verdensmestre i denne disciplin i både 1997 og 1998. I 1999 var de dog tilbage i dobbeltfireren sammen med Willms, der også havde været med i båden ved OL 1992 og 1996, og Marco Geisler. De blev verdensmestre i 1999 og var derfor igen blandt favoritterne ved OL 2000 i Sydney. Tyskerne vandt da også sikkert deres indledende heat og semifinale, men i finalen var italienerne hurtigst og vandt en sikker sejr. Den nederlandske båd var ikke blandt favoritterne, men sikrede sig ikke desto mindre sølvmedaljerne, mens tyskernes bronzemedalje aldrig var i fare.
Efter OL 2000 fortsatte Hajek endnu et par sæsoner med eliteroning og vandt endnu et VM i 2001 i dobbeltfireren, mens han i 2002 i dobbeltsculleren blev nummer to. Han afsluttede sin elitekarriere efter en mindre succesfuld sæson i 2003. I alt opnåede han foruden de nævnte internationale resultater også fem DDR-mesterskaber og ni fællestyske mesterskaber i sin karriere. Han blev allerede i 1992, efter det førte OL-guld, tildelt Silbernes Lorbeerblatt, Tysklands fornemste sportspris.
Efter afslutningen af elitesportskarrieren er Hajek blevet selvstændig og har haft en cykelforretning i Halle an der Saale. Han har desuden været engageret i roning og sport generelt på andre planer, blandt andet som formand for sportsudvalget i Halle. Han tog idrætsmærke i atletik i årene efter rokarrierens afslutning og har været aktiv som hjælper inden for handicapidræt. Endvidere tog han endnu en tørn i roning i 2011, hvor han roede otter i en lokal klub i Halle.

## OL-medaljer
- 1992:  Guld i dobbeltfirer
- 1996:  Guld i dobbeltfirer
- 2000:  Bronze i dobbeltfirer